# 团结农场 (高州市)
团结农场是位于中华人民共和国广东省茂名市高州市的一个國營農場，为广东省农垦集团公司茂名分公司（茂名农垦局）下属十二家国营农场之一。所在区域列为高州市的一个类似乡级单位。

## 行政区划
下辖以下地区：
团结农场虚拟社区。